# Mielec

Várostérkép

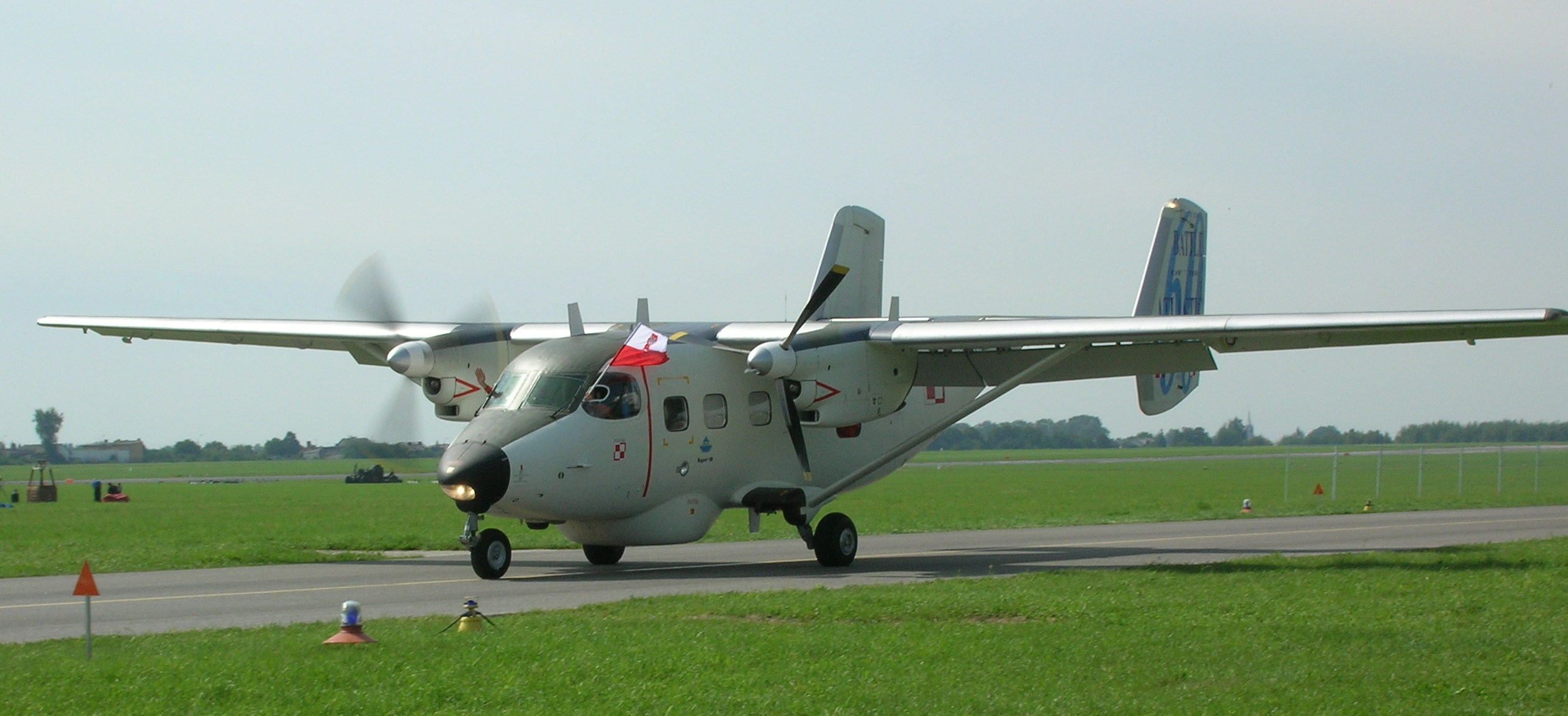
Mielecben gyártott PZL M28 repülőgép a Lengyel Haditengerészet szineiben

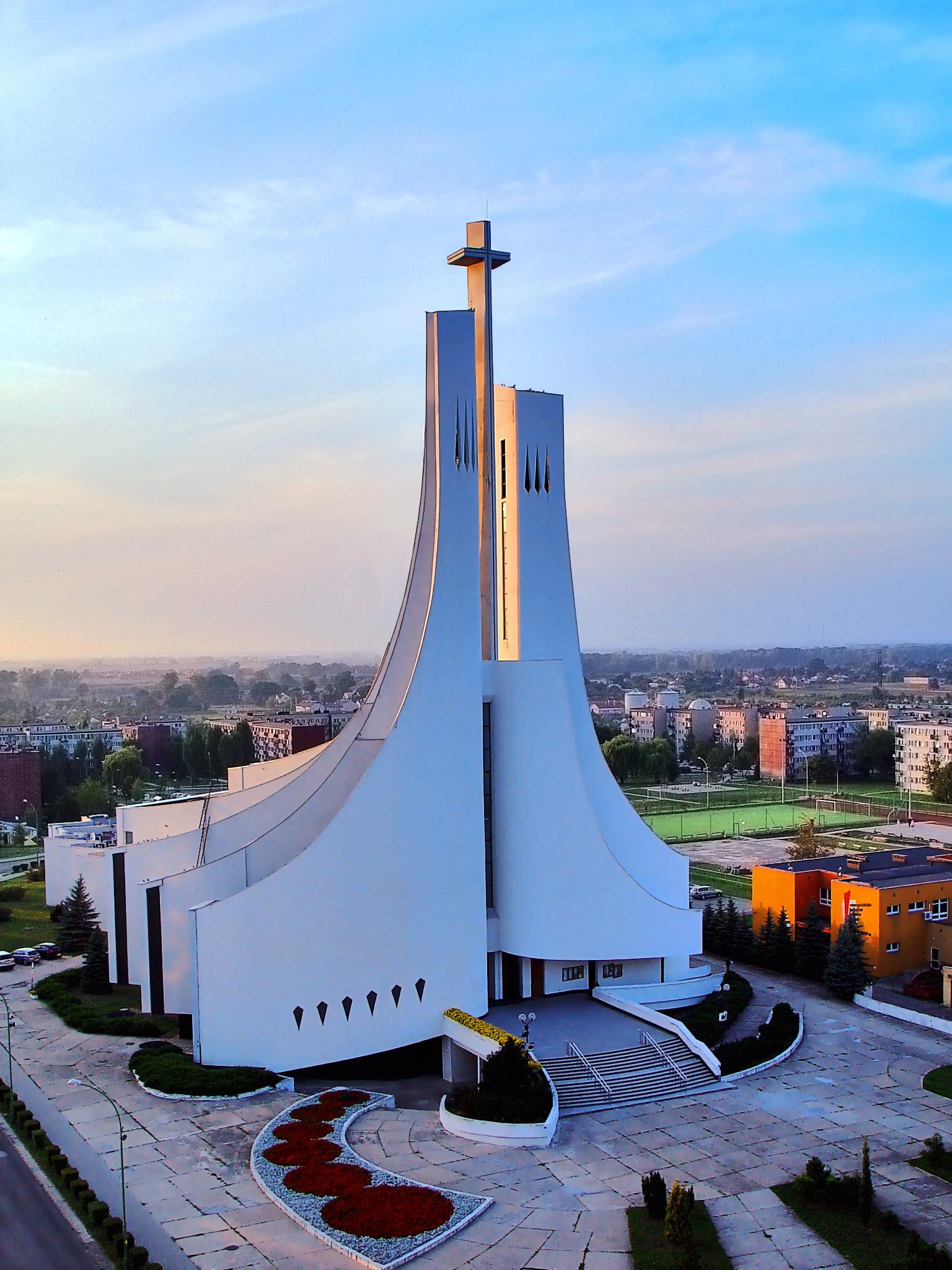
Szentlélek-templom

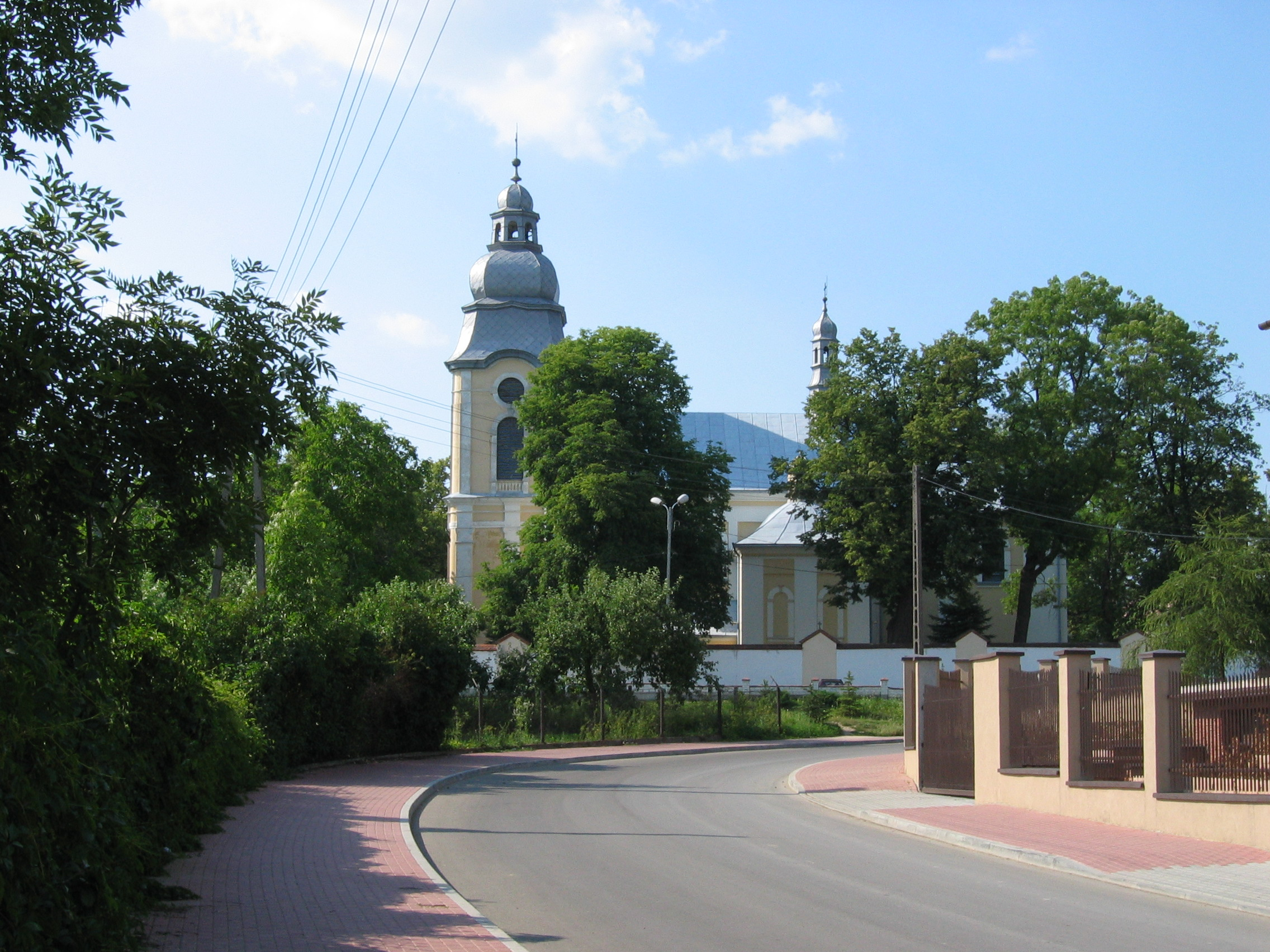
Szent Máté-templom

Mielec járási jogú város Lengyelország délkeleti részén a Kárpátaljai vajdaságban. A város a Wisłoka folyó völgyében fekszik a Sandomierzi völgykatlanban. A lengyel városok szövetségének tagja.

## Története
Első említése X. Gergely pápa 1229-ben kiadott bullájából ismert. A 14. század második felében már plébánia működött Mielecben. Alapítása 1457. március 17-én történt, amikor Jagelló Kázmér király Nowy Targ néven engedélyt adott városalapításra. Ismeretlen okok miatt azonban Jan Mielcki, aki a kiváltságlevelet kapta, nem teljesítette a benne foglaltakat és a városalapítást ténylegesen csak fiai hajtották végre 1470. december 18-i oklevelükkel. A Mielecki család volt a helység birtokosa 1771-ig, amikor utód nélkül kihalt. Uralmuk alatt erőteljesen fejlődött a kézműipar. 1552-ben alakult meg az első céh, a kovácsok céhe, majd sorra létesült a szabók, fazekasok, posztókészítők és takácsok céhe is.
A Mielecki család kihalása után az Ossolinski és Morsztyn család tulajdonába került Mielec. Házassági hozományként újabb tulajdonos bukkantak fel: 1775-től Ignacy Suchorzewski, aki 1847-ben eladta a birtokot Ludwik Starzeńskinek, majd tőle tíz év múlva a zsidó Gross családhoz került. Az utolsó tulajdonos az Oborski család volt 1891-ben.
1853-ban Mielec járási központ lett, területéhez 106 település és 91 község tartozott. 1892-ben városháza és csendőrlaktanya épült.
A fejlődést hatalmas tűzvész szakította meg, melynek során a város háromnegyede porrá égett. A károk enyhítésére a város állami kölcsönt kapott, ez előmozdította a gyors újjáépítést. A 20. század elején a mieleci piacteret már kőből épült házak vették körül, felépült a bíróság épülete (1902) valamint a járási tanács épülete.
Az első világháború megakasztotta a fejlődést. A két háború között a város sok utcáját burkolattal látták el, magánvállalkozás erőművet épített. 1934-ben Mielec környékén árvíz pusztított el több mint 11 ezer gazdaságot. 1937-1938-ban repülőgépgyár létesült az Állami Repülőgépgyárak (PZL)  23. sz. üzemeként (WP–2), ahol megkezdték a PZL.37 Łoś bombázó gyártását. A repülőgépgyár léte maga után vonta az infrastruktúra fejlesztését is, lakótelep épült a munkások és családi házak a vezetőség részére.
A második világháború alatt a repülőgépgyár a németek kezére került és a német bombázók sárkányának részegységeit készítette, majd 1943-tól itt kívánták összeszerelni a He 219 vadászrepülőgépet is, de ez meghiúsult a személyzet elégtelen képzettsége miatt.
A háború után a lebombázott repülőgépgyár helyén újra indult a termelés. A WSK-Mielec névre átkeresztelt repülőgépgyár a második világháború utáni lengyel repülőgépgyártás legnagyobb kapacitású vállalatává vált. Fennállása alatt 16 000 saját tervezésű és licenc repülőgépet gyártott, főleg szovjet exportra. A gyár volt a környék legnagyobb munkaadója.
1995-ben megnyílt Lengyelországban az első Különleges Gazdasági Övezet, az Euro-Park Mielec. 2007. március 16-án a Sikorsky Aircraft Corporation megvásárolta a lengyel kormánytól a PZL gyárat, és megkezdte helikopterek gyártását.

## Sport
- A város labdarúgócsapata a FKS Stal Mielec.

## Testvérvárosai
- Munkács, Ukrajna
- Vila Nova de Poiares, Portugália
- Tiszaföldvár, Magyarország

## Fordítás
- Ez a szócikk részben vagy egészben a Mielec című lengyel Wikipédia-szócikk ezen változatának fordításán alapul.  Az eredeti cikk szerkesztőit annak laptörténete sorolja fel. Ez a jelzés csupán a megfogalmazás eredetét és a szerzői jogokat jelzi, nem szolgál a cikkben szereplő információk forrásmegjelöléseként.